# Pharsalia supposita
Pharsalia supposita är en skalbaggsart som beskrevs av Francis Polkinghorne Pascoe 1866. Pharsalia supposita ingår i släktet Pharsalia och familjen långhorningar.
Artens utbredningsområde är Sarawak. Inga underarter finns listade i Catalogue of Life.